# إزرائيل مارتين
إزرائيل مارتين (بالإسبانية: Israel Martín Concepción)‏ هو مدرب كرة سلة إسباني، ولد في 16 أكتوبر 1974 في سانتا كروث دي تينيريفه في إسبانيا.